# Cletodes latirostris
Cletodes latirostris är en kräftdjursart som beskrevs av Coull 1971. Cletodes latirostris ingår i släktet Cletodes och familjen Cletodidae. Arten har ej påträffats i Sverige. Inga underarter finns listade i Catalogue of Life.